# بخش پوربا مدینی‌پور
بخش پوربا مدینی‌پور (به انگلیسی: Purba Medinipur district) یک منطقهٔ مسکونی در هند است که در بخش مدینی‌پور واقع شده‌است. بخش پوربا مدینی‌پور ۴٬۷۳۶ کیلومتر مربع مساحت و ۵٬۰۹۵٬۸۷۵ نفر جمعیت دارد.